# 15. дивизија ПВО
15. дивизија ПВО (15. д ПВО) била је дивизија противваздушне одбране Југословенске народне армије. Формирана је 25. јула 1966. преформирањем 5. зоне ПВО. Команда дивизије је била прво Плесу а према наредби од 13. јуна 1969. у Загребу. Надлежност јој је била одбраан ваздушног простора западног дела државе. Њена команда фебруара 1986. преформирана је у 5. корпус РВ и ПВО.

## Организација
У току свог постојања, дивизија је била самостална, па потчињена 5. ваздухопловном корпусу.

### Потчињене јединице
Дивизија се састојала од 1 ловачка пука, 1-2 ракетна пука, 1 пука ВОЈИН и других мањих јединица.
Јединице везе
- 220. батаљон везе

Авијацијске јединице
- 117. ловачки авијацијски пук

Ракетне јединице ПВО
- 155. ракетни пук ПВО
- 350. ракетни пук ПВО

Јединице ВОЈИН
- 5. пук ВОЈИН

## Команданти дивизије
- Ђуро Прилика
- Александар Брачуна
- Антон Тус
- Никола Бенић
- Никола Маравић
- Живан Мирчетић